# 1247
سنة 1247 كانت سنة بسيطة تبدأ يوم الثلاثاء (الرابط يظهر نموذج التقويم الكامل للسنة) من التقويم اليولياني.

## أحداث
- تأسيس مدينة بريشوف وتقع حاليا في سلوفاكيا.
- أغسطس: بدء حصار إشبيلية والذي استمر إلى 23 نوفمبر 1248.

## مواليد
- رشيد الدين فضل الله الهمذاني.
- أوبيتسو الثاني ديستي.
- ركن الدين الأستراباذي.

## وفيات
- نجم الدين الرازي.